# Capbreu
Un capbreu est un livre terrier où sont consignés, en résumé "caput breve", les biens fonciers sur lequel un seigneur perçoit des droits.

## Utilité
Apparu au milieu du XIIIe siècle, le capbreu ou livre de reconnaissances est un registre notarié en parchemin ou en papier dans lequel sont enregistrées les déclarations  faites sous serment des tenanciers possédant des terres et autres biens-fonds  relevant de la directe d'un seigneur foncier, laïque ou ecclésiastique. Instruments de gestion seigneurial, les capbreus constituent en quelque sorte des matrices foncières détaillant, pour chaque bien-fond déclaré et localisé dans le finage villageois, les différentes redevances dues au seigneur. 
En principe, les livres de reconnaissances étaient renouvelés  à chaque changement de seigneur. Leur usage perdura en France jusqu'à la Révolution.

## Forme et présentation du document
Le capbreu se présente en général sans solennité particulière, il s'agit d'un registre notarié en parchemin ou en papier.
Les Archives départementales des Pyrénées-Orientales conservent une importante collection de capbreus à partir du XIIIe siècle.
Les plus remarquables d'entre eux concernent les reconnaissances effectuées au cours des années 1262-1294 par les tenanciers du roi de Majorque habitant dans les seigneuries roussillonnaises de Collioure, Argelès, Estagel, Millas, Tautavel, Claira et Saint-Laurent-de-la-Salanque. Ces registres de reconnaissance ont vraisemblablement été commandités par le Procureur du roi de Majorque Jacques II, le templier Jacques d'Ollers, qui s'est fait représenter sur les très belles miniatures ornant le frontispice de quatre d'entre eux. 
- grands folios de parchemin mince et souple ;
- calligraphie de professionnels ;
- lettrines en couleur au début de chaque paragraphe ;
- et surtout, enluminures en tête de cinq d'entre eux.

Un tel luxe déployé pour des documents de gestion foncière s'explique vraisemblablement par le fait que ces registres étaient destinés à être présentés au roi de Majorque. 
Calligraphiés avec soin, écrits dans un latin à peu près correct mais déjà influencé par le langage populaire, ils renferment de nombreux noms de personnes et de lieux-dits transcrits en catalan. Beaucoup de ces noms se retrouvent encore aujourd'hui et leur permanence prouve la fixité des traditions des familles en Roussillon.
À l'exception du Capbreu d'Estagel, les cinq autres registres portent en tête de leur premier folio, une enluminure dessinée et peinte de couleurs végétales vives.
La présentation de la scène demeure identique. Sous les arceaux de la salle du trône du Palais Royal de Perpignan, le roi Jaume II se tient assis en majesté.
Dans une autre salle, un ou deux témoins assistent à la cérémonie par laquelle le déclarant, à genoux et découvert, reconnaît par serment les droits qu'il détient et les propriétés bâties et non bâties qu'il exploite.
Le procureur du roi reçoit ce serment. Ce haut fonctionnaire royal fait jurer chaque déclarant sur les Quatre Évangiles. Derrière eux, le rédacteur (un notaire) retranscrit la reconnaissance dans le registre.
Les capbreus utilisés pour cette exposition sont rédigés sur de vastes folio de parchemin (peau de chèvre). Ils mesurent 315 millimètres de largeur sur 420 millimètres de hauteur.